# Instituto de Ciências Básicas da Saúde da Universidade Federal do Rio Grande do Sul
O Instituto de Ciências Básicas da Saúde, conhecido como ICBS, é uma unidade de ensino da Universidade Federal do Rio Grande do Sul, responsável pelo curso de Biomedicina da universidade e pela pós-graduação em Neurociências, Fisiologia, Bioquímica e Educação em Ciências.

## História
Em 1913 no local do antigo Circo de Touradas da cidade, começaram as obras de construção do prédio do ICBS (antiga Faculdade de Medicina). Entre 1914 e 1919 as obras foram interrompidas em razão da crise ocasionada pela Primeira Guerra Mundial. 
A pressão dos professores, liderados pelo Diretor, professor Eduardo Sarmento Leite e apoio da comunidade de Porto Alegre, permitiram a retomada da obra em 1919. 
O prédio foi concluído e sua inauguração aconteceu em 31 de março de 1924. 
Com a transferência da Faculdade de Medicina para o Hospital de Clínicas, em 1974, suas instalações foram ocupadas pelo Instituto de Biociências e após, pelo Instituto de Ciências Básicas da Saúde. 
Com características da arquitetura do período neoclássico do início do século XX, o prédio possui adornos nas fachadas de autoria do escultor italiano Frederico Pellarin. Sua estrutura circular marcando a fachada rompeu com as formas retas o ortogonais até então construídas. 